# Платан (пам'ятка природи)
Плата́н — ботанічна пам'ятка природи місцевого значення в Україні. Розташована в межах міста Львова, на вулиці Копистинського, 9 (перед в'їзною брамою).
Площа 0,05 га. Статус надано 1984 року. Перебуває у віданні міськжитлоуправління.
Статус надано з метою збереження одного екземпляра платана (Platanus).

## Світлини

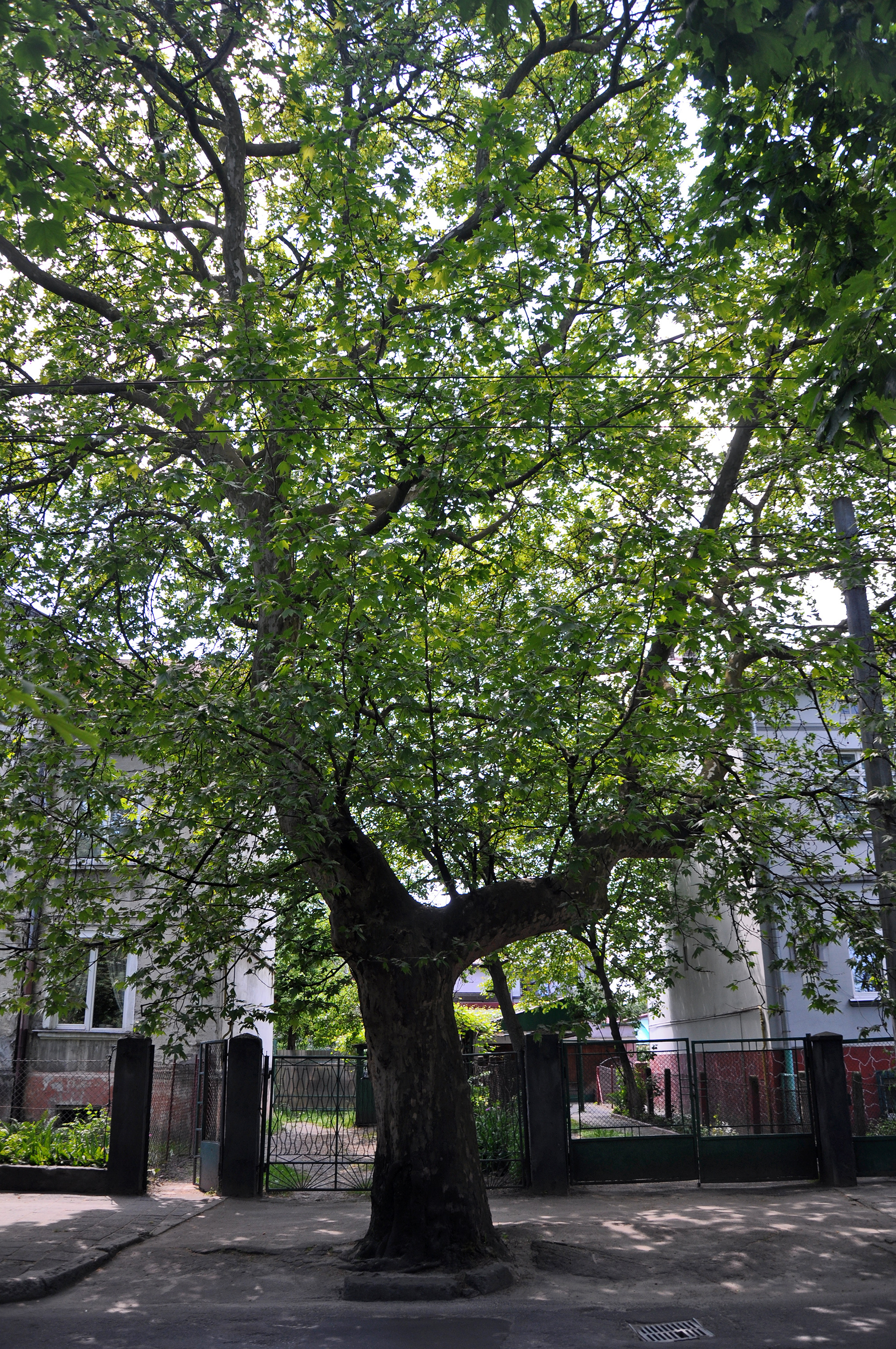
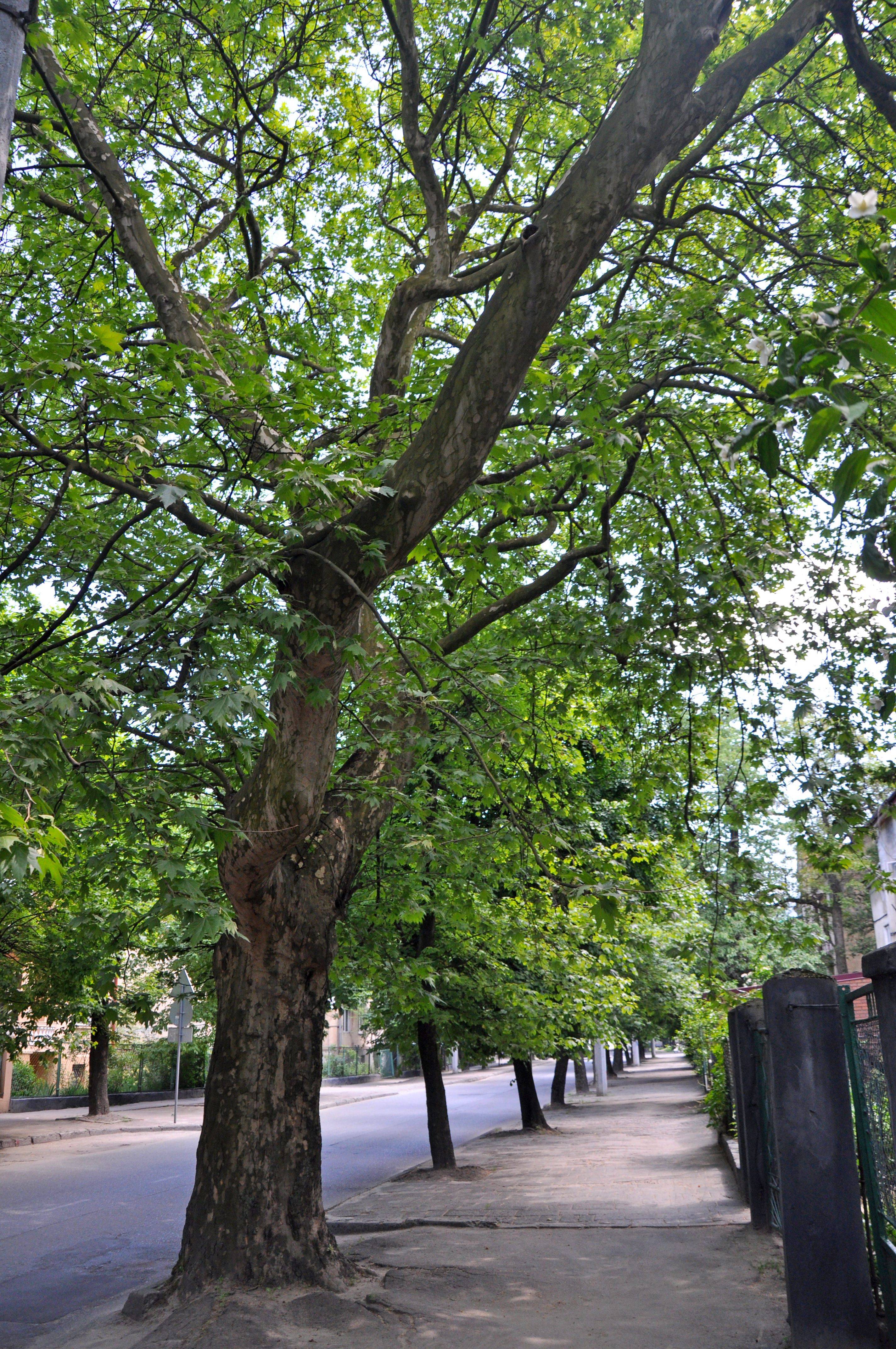
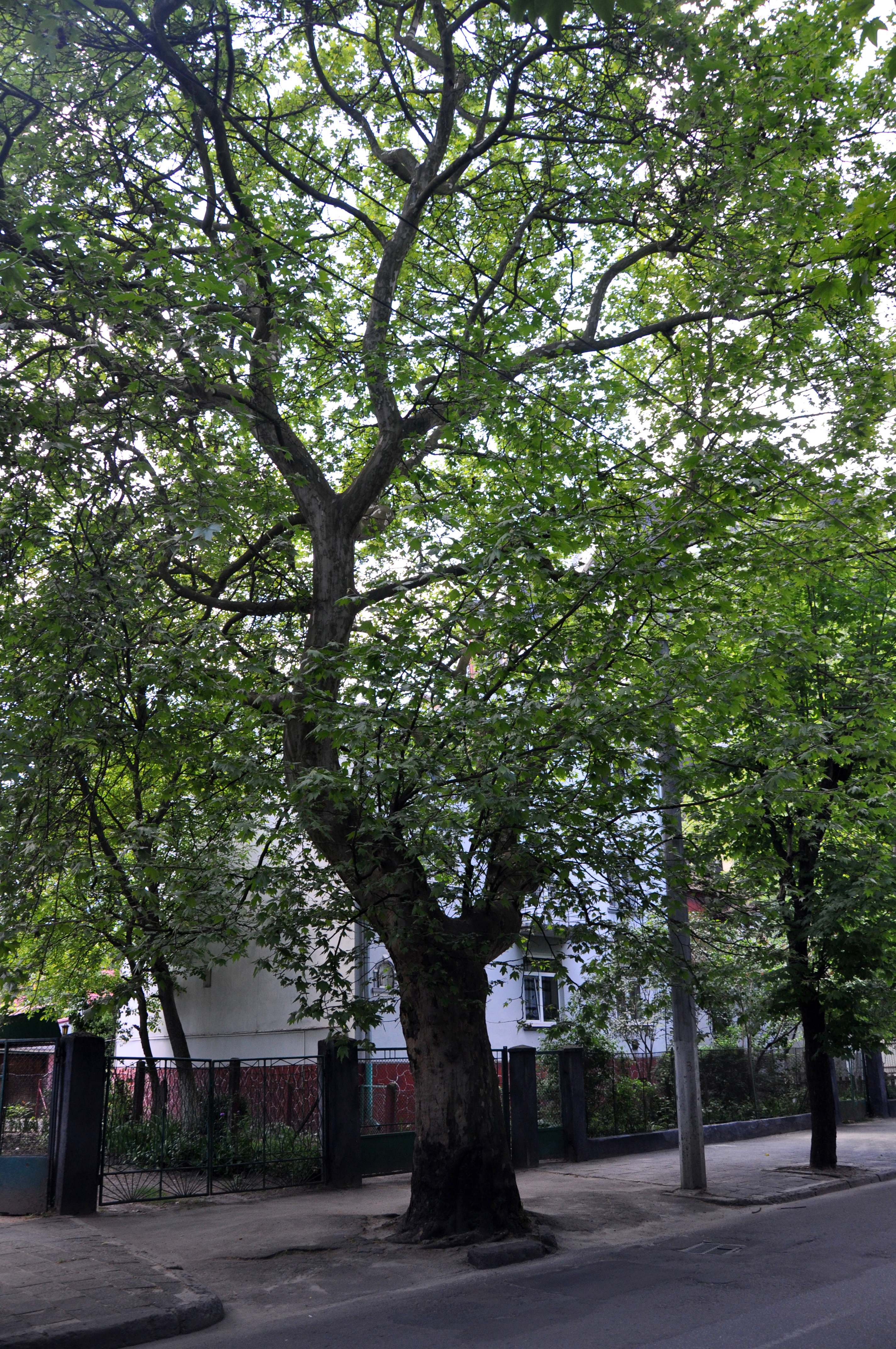